# Лоренцова сила
Лоренцова сила је комбинација сила којима електромагнетско поље делује на наелектрисану честицу у покрету. Има две компоненте, електричну која је пропорционална електричном пољу, E, и наелектрисању честице q, и магнетну, која поред наелектрисања честице и магнетне индукције поља, B, зависи још и од брзине честице, v. Због векторског карактера сила и поља Лоренцова сила се најлакше изражава векторском Лоренцовом једначином (у СИ јединицама):
{\displaystyle \mathbf {F} =q(\mathbf {E} +\mathbf {v} \times \mathbf {B} ),}
где је
F сила у њутнима
E електрично поље у волтима по метру
B магнетско поље (или тачније магнетна индукција) у веберима по квадратном метру или еквивалентно у теслама
q наелектрисање честице у кулонима
v тренутна брзина честице у метрима по секунди
и × је векторски производ.
Стога позитивно наелектрисана честица је убрзана у истом смеру у којем делује и E поље, али скреће под правим углом у односу на поље B у складу са правилом десне руке. Треба уочити да магнетна компонента силе делује нормално на правац кретања честице, дакле, магнетна компонента не врши рад. 
Историчари сугеришу да је закон имплицитан у раду Џејмса Клерка Максвела, објављеном 1865. године. Хендрик Лоренц је дошао до потпуног извођења 1895. године, идентификујући допринос електричне силе неколико година након што је Оливер Хевисајд исправно идентификовао допринос магнетне силе.

## Уопштени облик
У многим уџбеничким обрадама класичног електромагнетизма, Лоренцов закон силе се користи као дефиниција електричних и магнетних поља E и B. Ако се брзина честице (предмета) приближава брзини светлости, онда треба користити релативистички кориговану формулу (Лоренцов фактор-гама).
{\displaystyle {d\left(\gamma m\mathbf {v} \right) \over dt}=\mathbf {F} =q(\mathbf {E} +\mathbf {v} \times \mathbf {B} ),}
Ово важи чак и за честице које се приближавају брзини светлости (тј. величини v, |v| ≈ c). Дакле, два векторска поља E и B су на тај начин дефинисана кроз простор и време, а она се називају „електрично поље” и „магнетно поље”. Поља су дефинисана свуда у простору и времену у односу на силу коју би пробно наелектрисање примило без обзира на то да ли је наелектрисање присутно да доживи силу. 
Једначина у диференцијалном облику :
{\displaystyle \gamma {\frac {d\mathbf {p} }{dt}}={\frac {d\mathbf {p} }{d\tau }}=q\gamma \left(\mathbf {E} +(\mathbf {v} \times \mathbf {B} \right))\,}
Лоренцов (гама) фактор је дефинисан као :
{\displaystyle \gamma \ {\stackrel {\mathrm {} }{=}}\ {\frac {1}{\sqrt {1-v^{2}/c^{2}}}}}
- c - брзина светлости
- p - производ масе и брзине (количина кретања)

## Релативистички израз
Односно, као што је у теорији релативитета уобичајено, запис у четворкама :
{\displaystyle F^{\mu }=qg^{\mu \nu }M^{\nu \rho }u^{\rho }}
- q - наелектрисање
- {\displaystyle g^{\mu \nu }} - метрични тензор
- {\displaystyle M^{\nu \rho }} - антисиметрични тензор ЕМ поља
- {\displaystyle u^{\rho }} - четворка брзине

Где користимо Ајнштајново правило о сумирању тензора по истим индексима.

## Други облици закона
Лоренцов закон се може изразити и преко густине наелектрисања ρ и густине струје J као
{\displaystyle \mathbf {F} =\int _{V}(\rho \mathbf {E} +\mathbf {J} \times \mathbf {B} )\cdot dV}
Интегрални облик Лоренцовог закона погодан је за описивање наелектрисаних тела коначних димензија где по запремини тела наелектрисање, магнетна индукција и брзина могу да варирају.

## Дејство компоненти силе
Важно је напоменути, да електрично поље убрзава наелектрисан предмет, а магнетско поље га уводи у кружење. Значи, предмет под утицајем електричног поља има равну путању, а под утицајем магнетског поља предмет се врти са циклотронском фреквенцијом. По том принципу, само са магнетским пољем, и очитаном циклотронском фреквенцијом, рачуна се маса непознатих честица (циклотрони).

## Историја
Рани покушаји да се квантитативно опише електромагнетна сила учињени су средином 18. века. Предложена је да сила на магнетне полове, од стране Јохана Тобајаса Мајера и других 1760. године, и на електрично наелектрисане објекте, од стране Хенрија Кевендиша 1762. године, која поштује закон инверзног квадрата. Међутим, у оба случаја експериментални доказ није био ни потпун, нити коначан. Тек 1784, Чарлс-Огастин де Кулон је користећи торзиону вагу успео да дефинитивно покаже кроз експеримент да је то истина. Убрзо након открића Ханса Кристијана Ерстеда 1820. да на магнетну иглу делује напонска струја, Андре-Мари Ампер је исте године успео да осмисли формулу за угаону зависност силе између два елемента струје. У свим овим описима, сила је увек описивана у смислу својстава материје која је укључена и растојања између две масе или наелектрисања, а не у смислу електричних и магнетних поља.
Савремени концепт електричних и магнетних поља најпре је настао у теоријама Мајкла Фарадеја, посебно у његовој идеји о линијама силе, да би касније добио пун математички опис од стране Лорда Келвина и Џејмса Клерка Максвела. Из модерне перспективе могуће је у Максвеловој формулацији његових једначина поља из 1865. године идентификовати облик једначине Лоренцове силе у односу на електричне струје, иако у време Максвела није било очигледно како су његове једначине повезане са силама кретања наелектрисаних објеката. Џ. Џ. Томсон је први покушао да изведе из Максвелових једначина поља електромагнетне силе на покретни наелектрисани објекат у смислу својстава објекта и спољашњих поља. Заинтересован за одређивање електромагнетног понашања наелектрисаних честица у катодним зрацима, Томсон је 1881. објавио рад у коме је дао силу на честице услед спољашњег магнетног поља као
{\displaystyle \mathbf {F} ={\frac {q}{2}}\mathbf {v} \times \mathbf {B} .}
Томсон је извео исправан основни облик формуле, али је због неких погрешних прорачуна и непотпуног описа струје померања, укључио нетачан фактор размере од половине испред формуле. Оливер Хевисајд је измислио модерну векторску нотацију и применио је на Максвелове једначине поља; он је такође (1885. и 1889. године) поправио грешке Томсоновог извођења и дошао до исправног облика магнетне силе на покретном наелектрисаном објекту. Коначно, 1895. године Хендрик Лоренц је извео савремени облик формуле за електромагнетну силу која укључује доприносе укупној сили и електричног и магнетног поља. Лоренц је започео напуштањем Максвеловог описа етра и проводљивости. Уместо тога, Лоренц је направио разлику између материје и светлећег етра и покушао да примени Максвелове једначине на микроскопској скали. Користећи Хевисајдову верзију Максвелових једначина за стационарни етар и примењујући Лагранжеву механику, Лоренц је дошао до исправног и потпуног облика закона силе који сада носи његово име.